# Чемпионат мира по шоссейным велогонкам 1938
18-й чемпионат мира по шоссейному велоспорту проходил в нидерландском городе Валкенбюрг-ан-де-Гёл с 3 по 5 сентября 1938 года. Он стал вторым на территории Нидерландов и последним перед Второй мировой войной.
В рамках чемпионата были проведены шоссейные групповые гонки среди мужчин у любителей и профессионалов.

## Призёры
| Велогонка                      | Золото                 | Серебро                  | Бронза                 |
| ------------------------------ | ---------------------- | ------------------------ | ---------------------- |
| Мужчины                        |                        |                          |                        |
| Групповая гонка. Профессионалы | Марсель Кинт · Бельгия | Поль Эльи · Швейцария    | Лео Амберг · Швейцария |
| Групповая гонка. Любители      | Ханс Кнехт · Швейцария | Йозеф Вагнер · Швейцария | Жан Деммени · Франция  |

## Медальный зачёт
*   Принимающая страна (Нидерланды)
| Место          | Страна         | Золото | Серебро | Бронза | Всего |
| -------------- | -------------- | ------ | ------- | ------ | ----- |
| 1              | Швейцария      | 1      | 2       | 1      | 4     |
| 2              | Бельгия        | 1      | 0       | 0      | 1     |
| 3              | Франция        | 0      | 0       | 1      | 1     |
| Всего стран: 3 | Всего стран: 3 | 2      | 2       | 2      | 6     |

## Галерея
- Чемпион мира среди профессионалов Марсель Кинт в майке чемпиона
- Кинохроника гонки среди профессионалов  (нид.)